# Arenaria modesta
Arenaria modesta là loài thực vật có hoa thuộc họ Cẩm chướng. Loài này được Dufour mô tả khoa học đầu tiên năm 1820.